# ORP Jaskółka (1945)
ORP Jaskółka – polski trałowiec redowy z okresu zimnej wojny, wcześniej radziecki T-231, jeden z dziewięciu pozyskanych przez Polskę okrętów projektu 253Ł. Okręt został zbudowany w latach 1944–1945 w stoczni numer 189 w Leningradzie, a do służby w Marynarce Wojennej ZSRR przyjęto go w sierpniu 1945 roku. Po zakończeniu II wojny światowej jednostka została przekazana Polsce przez ZSRR na poczet części niemieckich reparacji wojennych i weszła w skład Marynarki Wojennej 5 kwietnia 1946 roku. Okręt, oznaczony podczas służby znakami burtowymi „JK” i T-14, został skreślony z listy floty w styczniu 1959 roku i następnie ustawiony na lądzie w Gdyni jako poligon przeciwpożarowy.

## Projekt i budowa
Prace nad nowym typem niewielkiego trałowca (ros. MT – малый тральщик) projektu 253 rozpoczęto w ZSRR w 1942 roku. Projekt okrętów został zmodyfikowany w oblężonym Leningradzie: główne zmiany polegały na uproszczeniu konstrukcji jednostek, co nadało im „kanciasty” kształt.
T-231 zbudowany został w stoczni numer 189 w Leningradzie. Stępkę okrętu położono pod koniec 1944 roku, został zwodowany wiosną 1945 roku, a do służby w Marynarce Wojennej ZSRR wszedł w sierpniu 1945 roku.

## Dane taktyczno-techniczne

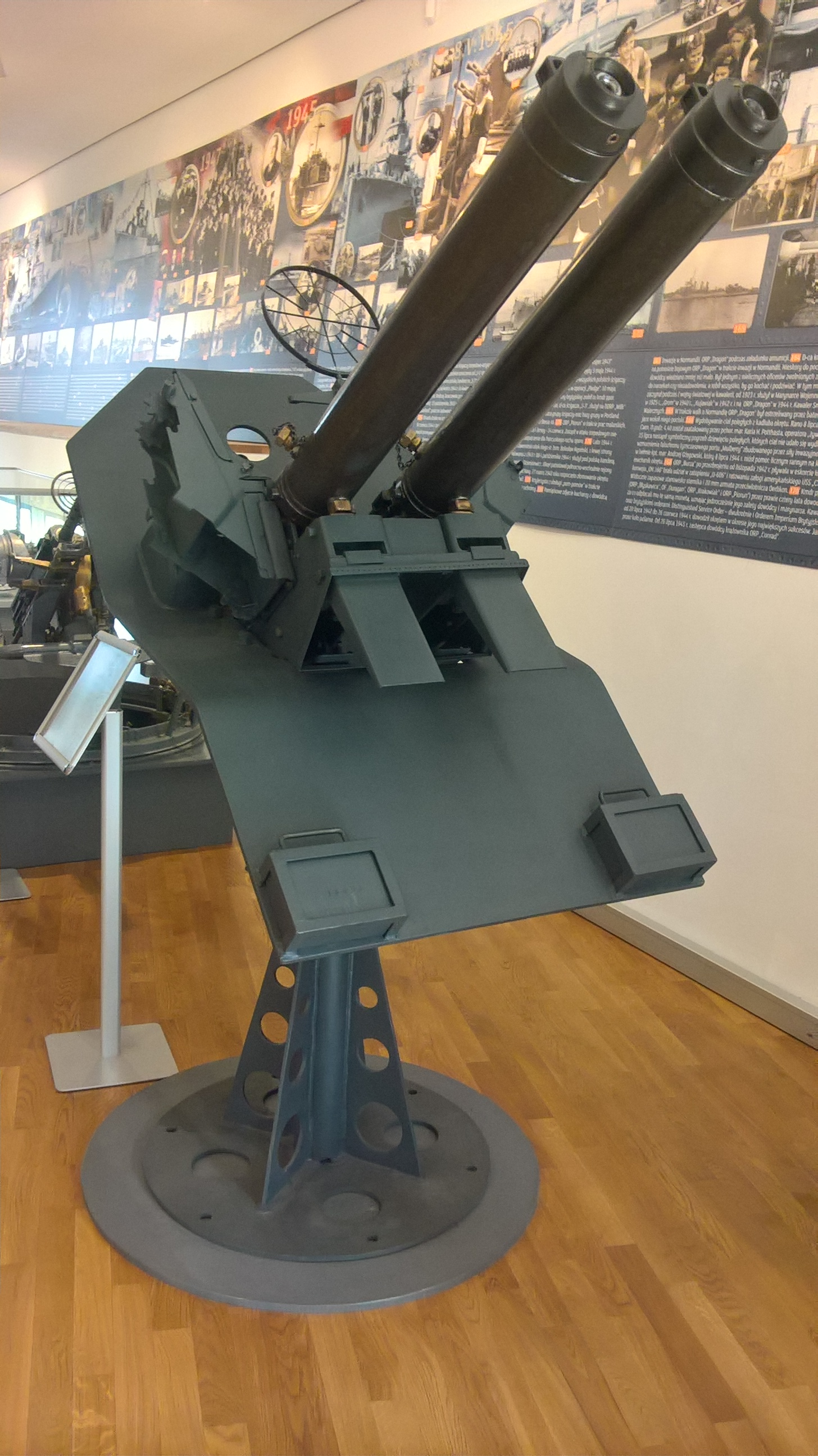
Podwójnie sprzężone wkm Colt-Browning M2 kal. 12,7 mm, Muzeum Marynarki Wojennej w Gdyni

Okręt był niewielkim, przybrzeżnym trałowcem redowym. Długość całkowita wynosiła 38 metrów, szerokość 5,7 metra i zanurzenie 1,5 metra. Wyporność standardowa wynosiła 128 ton, a pełna 143 tony. Okręt napędzany był przez trzy 6-cylindrowe silniki wysokoprężne Superior o łącznej mocy 480 KM. Trzy wały napędowe poruszały trzema śrubami. Maksymalna prędkość okrętu wynosiła 12,5 węzła, a ekonomiczna – 8 węzłów. Okręt zabierał 12 ton paliwa, co pozwalało osiągnąć zasięg wynoszący 3100 Mm przy prędkości 6 węzłów (lub 2500 Mm przy prędkości 8,6 węzła).
Uzbrojenie artyleryjskie jednostki stanowiły dwa pojedyncze działka półautomatyczne kalibru 45 mm 21-KM L/68 oraz cztery chłodzone wodą wielkokalibrowe karabiny maszynowe Colt kal. 12,7 mm (2 x II). Jednostka mogła też zabrać na pokład 12-18 min, umieszczanych na dwóch torach minowych biegnących wzdłuż burt od śródokręcia do rufy. Wyposażenie trałowe obejmowało: trał kontaktowy Szulca OTSz-1, trał magnetyczny PEMT-2 i trał akustyczny BAT-2p. Wyposażenie radioelektroniczne stanowił sonar Tamir-10.
Załoga okrętu składała się z 37 oficerów, podoficerów i marynarzy.

## Służba

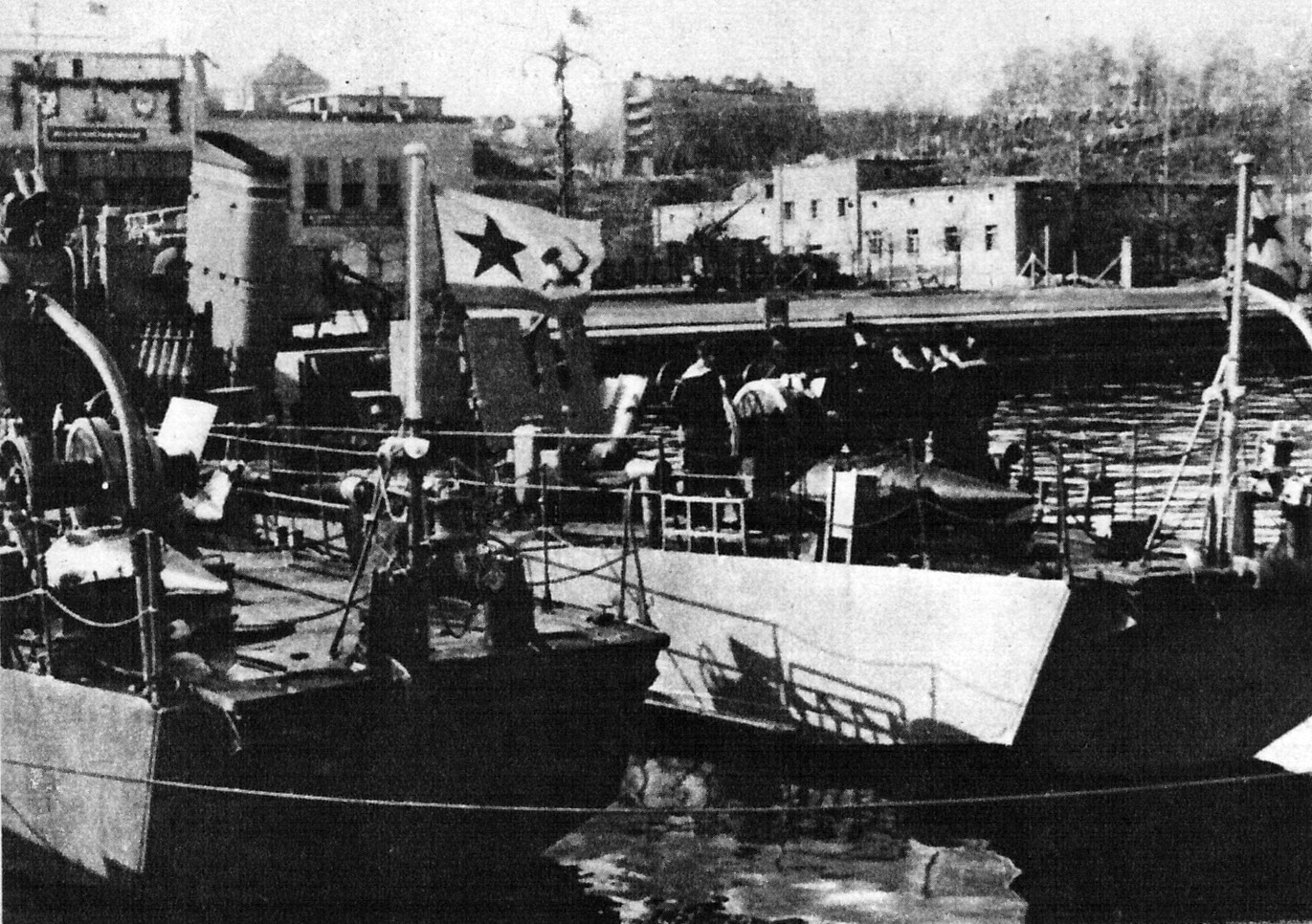
Przejęcie przez Polskę trałowców projektu 253Ł, kwiecień 1946 r.

T-231 służył początkowo we Flocie Bałtyckiej. W 1946 roku jednostka wraz z 22 innymi okrętami została przekazana Polsce przez ZSRR na poczet części niemieckich reparacji wojennych. 31 marca 1946 roku trałowiec przybył do Gdyni, a 5 kwietnia pod nazwą ORP „Jaskółka” został przyjęty w skład Marynarki Wojennej. Pierwszym polskim dowódcą jednostki został por. mar. Jerzy Żytowiecki. Przez początkowe trzy miesiące służby na okręcie w charakterze instruktorów przebywali marynarze radzieccy, którzy wyjechali do kraju 23 czerwca 1946 roku. Okręt z oznaczeniem burtowym „JK” (zmienionym w czerwcu 1952 roku na T-14) początkowo wchodził w skład 3. Dywizjonu Trałowców, włączonego następnie do Flotylli Trałowców. Wraz z pozostałymi trałowcami jednostka była intensywnie eksploatowana, uczestnicząc w rozminowywaniu polskich wód terytorialnych. W 1952 roku okręt poddano modernizacji: wymieniono część poszycia kadłuba, niektóre wręgi i pompy skrzydełkowe, wykonano nowe fundamenty i okucia pokładowe, a silniki Superior zostały zamienione na radzieckie 3D6. Zmiany zaszły także w uzbrojeniu, gdyż zdemontowano amerykańskie karabiny maszynowe Colt, instalując w zamian radzieckie DSzK 2M-1 tego samego kalibru (2 x II). Koszt remontu wyniósł około 450 000 złotych (bez wartości silników). Okręt został skreślony z listy floty 25 stycznia 1959 roku i ustawiony na lądzie jako „Poligon Pożarowy Kur” na terenie Ośrodka Szkolenia Nurków i Płetwonurków MW w Gdyni. Istniał nadal w tym charakterze w 2023 roku.